# Colt Anaconda
El  Colt Anaconda  és un revòlver Magnum que utilitza de manera estàndard munició de calibre.44 (0,44 polzades).
Segons l'opinió de molts experts i professionals, és un dels millors revòlvers magnum mai fabricats, per fiabilitat, precisió i fàcil maneig; és una arma apta per a qualsevol tipus d'usuari pel seu suau retrocés malgrat el seu gran calibre.